# Els amics d'en Peter
Els amics d'en Peter (títol original: Peter's Friends) és una comèdia anglesa dirigida per Kenneth Branagh l'any 1992 i protagonitzada pel mateix Branagh, Emma Thompson, Stephen Fry, Imelda Staunton, Phyllida Law, Hugh Laurie, Rita Rudner, Alphonsia Emmanue i Alex Lowe. Aquesta pel·lícula ha estat doblada al català.

## Argument
Peter (Stephen Fry) reunix en la seua mansió als seus amics: Maggie, Andrew, Sarah i un matrimoni que ha perdut a un dels seus fills recentment. Al llarg del cap de setmana destapen els seus secrets, miren cap al seu futur i s'evidència cert cansament moral. En any nou, Peter fa públic la seua condició de seropositiu. Vera, la majordoma, brinda per ell en senyal de suport.

## Comentari
Lleugerament comparada amb Retrobament, Els amics d'en Peter va suposar un parèntesi en la carrera de Kenneth Branagh després del fracàs comercial i crític de Morir encara. En ella mirava d'enfront els personatges: la seua soledat, la seua necessitat afecte, la seua promiscuïtat, les seues frustracions, el seu tedi conjugal. Tot això filmat, com indica Tomás Fernández Valentí en el seu estudi sobre el realitzador, amb enquadraments que pretenen traure partit de la gestualitat dels intèrprets i que deixen un regust teatral que no tenen, irònicament, les seues adaptacions de Shakespeare. Considerada per alguns (com Carlos Losilla) com una "fotonovel·la" feta a trossos, emperò Els amics d'en Peter va ser ben rebuda en general per la crítica i pel públic.

## Cançons
- You're my Best Friend (Queen)
- Everybody Wants To Rule The World (Tears For Fears)
- Hungry Heart (Bruce Springsteen).
- What's Love Got To Do With It (Tina Turner)
- Rio (Michael Nesmith)
- Wherever I Lai Mi Hat (That's Mi Home), Paul Young
- I Guess That's Why They Call It The Blue, Elton John